# Afriquia
Afriquia es una empresa marroquí dedicada a la distribución de combustibles, y filial del Grupo Akwa. Fundada en 1959, opera una red nacional de estaciones de servicio y participa en la comercialización y distribución de productos petrolíferos en todo Marruecos.

## Historia
Afriquia SMDC (Sociedad Marroquí de Distribución de Carburante) fue fundada en 1959 por Ahmed Oulhaj Akhannouch y Haj Ahmed Wakrim. En 1962, Afriquia adquirió un depósito de almacenamiento de 286,000 m³, y después se diversificó al sector del gas. En 1972, Afriquia formó una alianza con Elf para desarrollar en el país sus actividades en el sector del lubricante.
La adquisición en 2005 de Oismine Group (propietario de la red de carburantes Somepi) convirtió a Afriquia en el líder en la distribución de combustibles de Marruecos. En la transacción, Akwa Group compró a través de Afriquia el 100% de las acciones de Somepi gracias a un préstamo concedido por Attijariwafa Bank. En 2006, Afriquia finalizó su asociación histórica con Elf en el sector del lubricante y se acercó a Texaco.
En 2007, Afriquia contaba 400 estaciones de servicio en Marruecos y una capacidad de almacenamiento de 470,000 m³. Las estaciones son reconocibles gracias al concepto de «pueblo Afriquia», por el que cada estación forma un conjunto con tiendas de conveniencia y otros comercios.
En septiembre de 2015, Afriquia anunció una gran campaña para cambiar el aspecto visual de sus puntos de venta, con miras a liberalizar el mercado a finales de 2015. En febrero de 2017, la dirección anunció su intención de lanzar su marca de mantenimiento de automóviles Autogo (entonces con 8 talleres) en toda su red de estaciones de servicio.
En abril de 2018, se produjo un llamamiento al boicot en Marruecos en las redes sociales dirigido a varias empresas de distribución, incluida Afriquia, acusadas de aumentar el precio de ciertos productos de gran consumo.
En marzo de 2020, la compañía participó con una suma de 1000 millones de dirhams en el fondo creado por el rey Mohamed VI para combatir la pandemia de la enfermedad por coronavirus.